# Wilhelm Ludwig Christiansen
Wilhelm Ludwig Christiansen (født 1920 i Flensborg, død 31. marts 2011 s.st) var en dansk-sydslesvigsk forfatter og politiker.

## Opvækst
W. L. Christiansen blev født i Flensborg i 1920. Han kom fra en dansksindet familie. Hans far, der arbejdede for byforvaltningen, blev afskediget i 1933 af nazisterne. Som ung mand måtte han deltage i 2. verdenskrig, hvor han oplevede krigens rædsler og blev selv hårdt såret.

## Politisk karriere
Da han vendte hjem til Flensborg efter krigen, var han med til at genopbygge byens fagbevægelse. I 1946 blev han kontorassistent på byens fagforeningshus. Samme år meldte han sig ind i det Socialdemokratiske Parti Flensborg (SPF). Partiet var blevet grundlagt, efter at byens danskesindede socialdemokrater var blevet ekskluderet af det tyske socialdemokrati, da de krævede Sydslesvigs genforening med Danmark. Bestræbelserne om at udvide partiets virkekreds til hele Sydslesvig strandede dog på modstanden fra de britiske besættelsesmyndigheder, og mange dansksindede socialdemokrater vendte senere tilbage til SPD eller skiftede til Sydslesvigsk Vælgerforening (SSW).
I oktober 1946 blev W. L. Christiansen valgt ind i Flensborg byråd for SPF. To år senere var han med, da Sydslesvigsk Vælgerforening (SSW) blev grundlagt i Slesvig. Han blev partiets første landssekretær og blev i 1949 også sekretær for SSWs hidtil eneste forbundsdagsmedlem Hermann Clausen i Bonn og oplevede dermed forbundsdagens første år i Bonn. Han var dermed i en periode både medlem af SPF og SSW. Senere blev han SSWs repræsentant i Nordfrislands kredsdag og igen i Flensborgs byråd. Han var også i en periode sekretær for SSW-landdagsgruppen i Landdagen i Kiel.
Ved SPFs opløsning i 1954 vendte en del af medlemmer tilbage til SPD, mens andre som W.L. Christiansen og Hermann Olsson grundlagde Sønderjysk Arbejderforening (SAF).

## Forfatterskab
Ved siden af sit politiske virke og arbejde beskæftigede han sig også med sprog og historie. Han skrev en række bøger og afhandlinger, bl.a. om SPFs historie, men især om Flensborg-dialkten Petuh. Han talte selv både dansk, tysk, sønderjysk, nedertysk og Petuh. Som 69-årig læste han historie på universitet i Odense.

## Udgivelser (udvalg)
- Mit brogede politiske liv, Padborg 1990, ISBN 87-89178-08-4
- Meine Geschichte der Sozialdemokratischen Partei Flensburg. Sozialdemokraten zwischen Deutsch und Dänisch 1945–1954, Padborg 1993, ISBN 87-89178-12-2
- Die schwierige Wahl des Flensburger Oberbürgermeisters am 3. Februar 1972, Flensborg 1998, ISBN 3-00-005026-4
- Petuh-ABC, Goldebek 2003, ISBN 3-936120-46-3
- Krischan un szein Onkel Hannes. Ein neuer ein auf petuh, Goldebek 2004, ISBN 3-936120-70-6
- Aufchepickt. Noch ein neuer ein auf petuh. Cheszehn, cheleszn un chehört, lustiches, aber auch achtersinniches, Goldebek 2008, ISBN 978-3-86675-062-3